# حسین یاسر
حسین یاسر (انگلیسی: Hussein Yasser؛ زادهٔ ۹ ژانویهٔ ۱۹۸۴) یک بازیکن فوتبال اهل قطر است.

## باشگاهی
از باشگاه‌هایی که در آن بازی کرده‌است می‌توان به السد، باشگاه ورزشی زمالک، منچستر سیتی، براگا، منچستر یونایتد، بوآویستا، باشگاه ورزشی لیماسول، باشگاه ورزشی الاهلی مصر، الریان، و الوکره، الخور اشاره کرد.

## تیم ملی
وی همچنین در تیم ملی فوتبال قطر بازی کرده‌است.